# Cessalto
Cessalto település Olaszországban, Veneto régióban, Treviso megyében. Lakosainak száma 3764 fő (2023. január 1.). Cessalto Ceggia, Chiarano, Motta di Livenza, Salgareda, San Donà di Piave, Santo Stino di Livenza és Torre di Mosto községekkel határos.

## Népesség
A település népességének változása:
| Lakosok száma | 3821 | 3854 | 3764 |
|               | 2017 | 2018 | 2023 |